# Roy Campbell

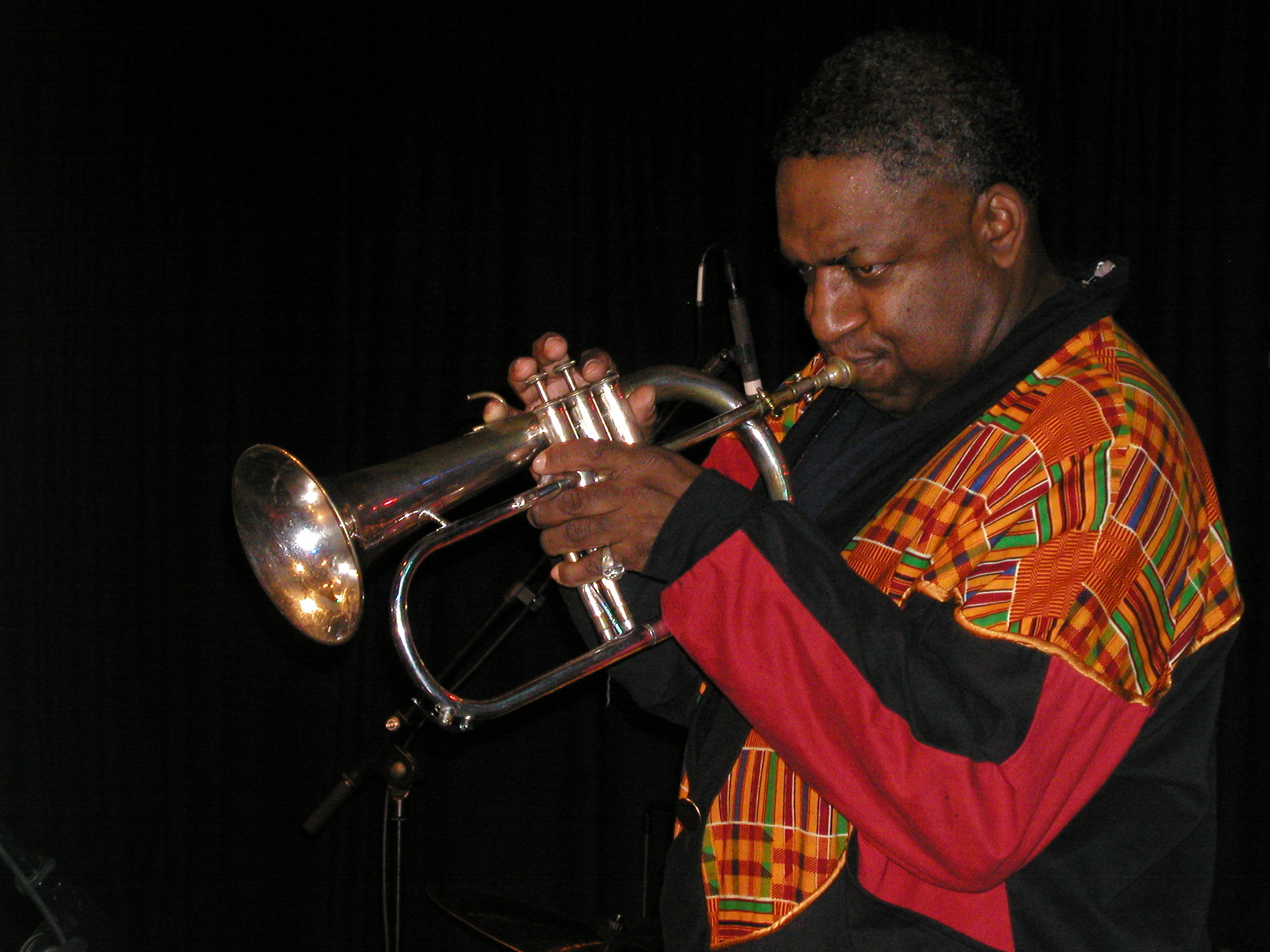
Roy Campbell (2008)

Roy Campbell Jr. (* 1952 in Los Angeles, Kalifornien; † 9. Januar 2014) war ein US-amerikanischer Jazztrompeter, Kornettist und Flügelhornist.

## Leben und Wirken
Campbell wuchs in New York City auf. Er studierte im Rahmen des Programms Jazzmobile bei Kenny Dorham, Lee Morgan und Joe Newman sowie Anfang der 1970er Jahre bei Yusef Lateef und trat in dieser Zeit in den Big Bands des Manhattan Community College auf. Er arbeitete ab 1981 mit Jemeel Moondoc und gründete später die Formation Other Dimensions in Music mit Rashid Bakr, Daniel Carter und William Parker. 1986 arbeitete er mit dem Violinisten Billy Bang. 1991 zog er nach Holland und arbeitete dort mit Klaas Hekman und Don Cherry.
Campbell komponierte die Filmmusik für die Dokumentation Überleben in New York (1989) von Rosa von Praunheim. 1999 wirkte er an William Parkers Bigband-Produktion Mayor of Punkville mit; im gleichen Jahr in der Bigband von Alan Silva. Um 2000 war er Mitglied der Formation The Nu Band, der auch der Saxophonist Mark Whitecage, der Bassist Joe Fonda und der Schlagzeuger Lou Grassi angehörten, ebenso des Peter Brötzmann Chicago Tentet (Short Visit to Nowhere). 2001/02 arbeitete er erneut mit Moondoc zusammen (Jus Grew Orchestra Live at the Vision Festival und bei Khan Jamals Balafon Dance, 2002). Ab Anfang der 1990er-Jahre nahm Campbell einige Alben für das Chicagoer Delmark-Label auf; darauf wirkten William Parker, Zane Massey, Reggie Nicholson, Hamid Drake und Wilber Morris mit. Außerdem arbeitete er mit Klaus Kugel, Mat Maneri, Sabir Mateen, Saheb Sarbib, Joe McPhee, Peter Brötzmann (1998 (From Valley to Valley), William Hooker (Heart of the Sun, 2013), David Haneys Primitive Arkestra (Dolphy’s Hat, 2014) sowie mit Matthew Shipp in dessen Horn Quartet (Strata) 1997) und bei der Produktion Good and Evil Sessions (2003). Seine  letzten Aufnahmen entstanden mit Jemeel Moondoc (The Zookeeper’s House, 2014).

## Diskographische Hinweise
- New Kingdom (Delmark Records, 1991)
- La Tierra Del Fuego (Delmark, 1993)
- Communion (Silkheart Records, 1994)
- It’s Krunch Time (Thirsty Ear, 2000)
- Ethnic Stew and Brew (Delmark, 2000)
- Stone Quartet: Live at Vison 2010 (Ayler, 2018), mit Joëlle Léandre, Marilyn Crispell, Mat Maneri
- The Final Concert (2012, ed. 2016), mit Mark Whitecage, Joe Fonda, Lou Grassi
- Roy Campbell, John Dikeman, Raoul van der Weide, Peter Jacquemyn, Klaus Kugel: When the Time Is Right (577 Records, 2021)
- Visitation of Spirits: The Pyramid Trio Live, 1985 (NoBusiness Records , 2023)

## Lexikalischer Eintrag
- Richard Cook, Brian Morton: The Penguin Guide of Jazz on CD. 6. Auflage. Penguin, London 2002, ISBN 0-14-051521-6.